# 星宿派
星宿派，為金庸小說《天龍八部》裡的一個虛構教派，在北宋時期創立，創立人為逍遙派叛徒星宿老怪丁春秋。

## 概述
星宿派位於青海的星宿海，是一個由不臣服於西夏的漢人邊民所組成。
星宿派的弟子輩分排法與眾不同，其他門派大多是以入門順序或年齡作排列，但星宿派是以武功高低作排名，弟子們若自認為自己武功可打敗大師兄或大師姐，隨時可以向他或她挑戰，如果贏了，即可代替他原本的地位，但是若不幸落敗，將可能連性命都不保，此用意在於壯大星宿派成為武林中第一大派。
此外，星宿派門人都會說阿諛奉承的話來諂媚掌門人丁春秋，這是因丁春秋愛好他人的奉承之語，故星宿派門人都要會說這類奉承的話，否則人頭大概就和身體分家了。
另外，阿諛的風氣也影響其門下弟子，這點由阿紫和摘星子的挑戰可看出。

## 門人
- 開創者／掌門：丁春秋
- 第二代：摘星子、摩雲子、追風子、出塵子、阿紫、游坦之、天狼子[5]

## 武功
丁春秋雖然師承逍遙派，但是其武功與逍遙派截然不同，招式陰狠毒辣，一出招即可殺死他人，武功主要是以用毒為主，在對陣之前，對手往往已經著了星宿弟子的道，不得不忍受持續的各種劇毒傷害。星宿弟子的掌法也許不算最強，但總讓人膽寒，戰鬥中對手經常被他們擾亂心智，產生巨大的恐懼。此外，星宿派亦有令人聞之色變的「化功大法」（以毒性侵入对手经脉使之失去内力）。

### 內功
- 化功大法
- 小無相功
- 龜息功

### 毒功
- 抽髓掌
- 穿心釘
- 極樂刺
- 無形粉
- 碧磷針
- 腐屍毒
- 連環腐屍毒
- 三陰蜈蚣爪
- 逍遙三笑散